# Lac Schener
Le lac Schener (en italien : lago Schener ou lago dello Schener) est un bassin artificiel situé près du hameau de Pontet, dans la commune de Imer, à l'extrémité orientale de la province autonome de Trente. D'un point de vue administratif, le lac se situe principalement dans la région du Trentin-Haut-Adige ; cependant, une petite partie plus en aval, comprenant la barrière artificielle, est située en Vénétie. 
La gorge étroite dans laquelle se trouve le lac ferme la vallée de Primiero au sud, reliant cette zone à la région de Feltrino par les routes nationales Grappa et Passo Rolle 50, qui borde de manière panoramique le bassin sur la rive de gauche. L'affluent principal est le ruisseau Cismon ; il est en outre barré juste en aval, constituant le lac du Corlo. 
Le barrage, en forme de dôme, d'une hauteur de 68 m a été achevée en 1963. Comme beaucoup d'autres barrages présents sur le territoire du Triveneto, il a également été conçu par Carlo Semenza. Actuellement, la centrale hydroélectrique (qui comprend également le réservoir du lac de Paneveggio) est exploitée par Primiero Energia. 